# روبرت بيرغيس
روبرت بيرغيس (مواليد 21 ديسمبر 1952) هو ملاكم برمودي، مثّل بلاده في الألعاب الأولمبية الصيفية 1976.

## روابط خارجية
روبرت بيرغيس على موقع أوليمبيديا (الإنجليزية)